# Uklon
Uklon (укр. Уклон) — українська IT-компанія, розробник однойменного сервісу виклику авто, що працює у 27 містах. Uklon об'єднує десятки тисяч водіїв, які разом виконують більш ніж 2 млн поїздок на місяць.
Сервіс є розробкою однойменної продуктової ІТ-компанії. Член IT Ukraine Association та European Business Association.

## Історія

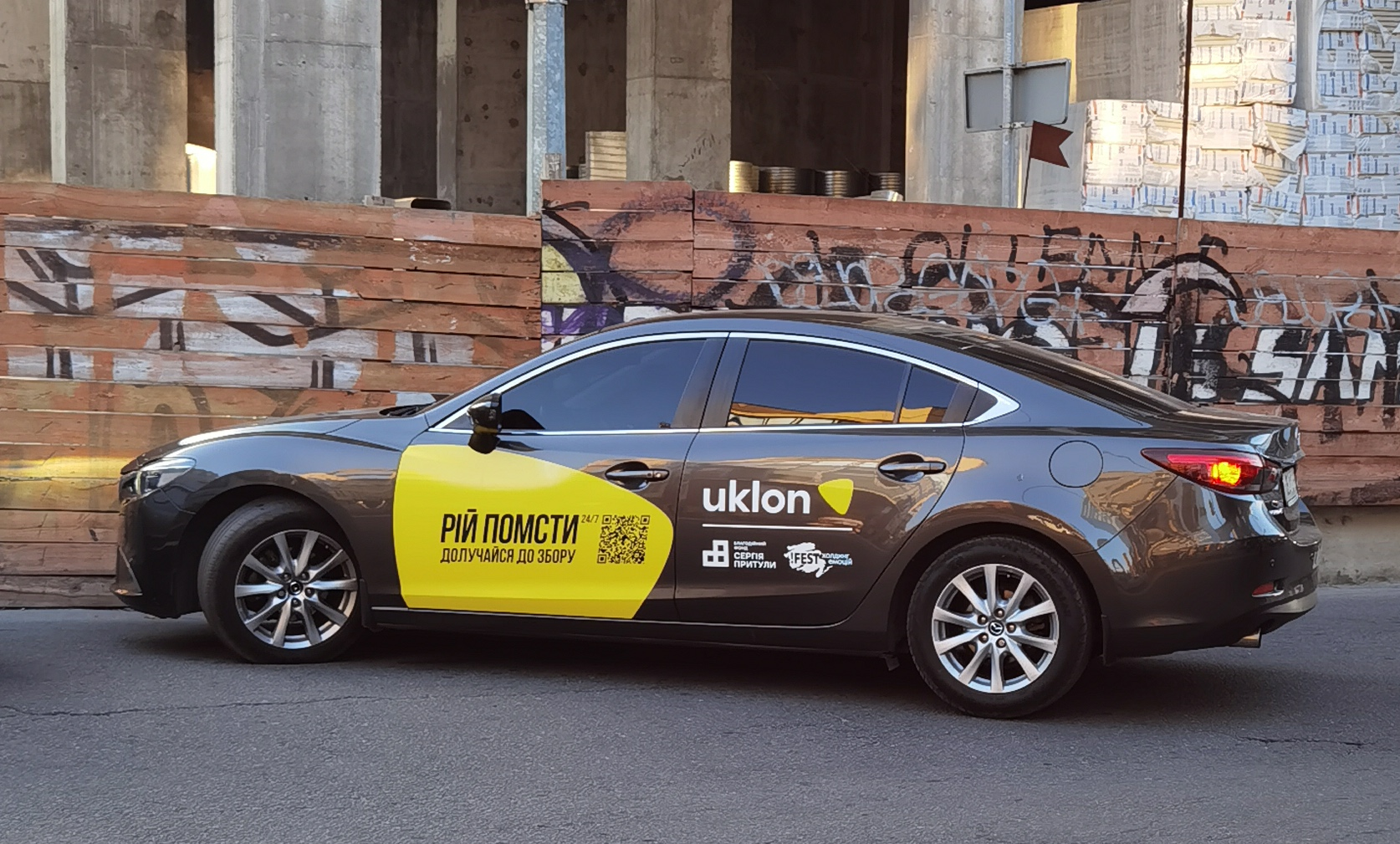
Таксі Уклон в Україні

Uklon започаткувався як проєкт компанії Evos, яка займалася розробкою ПЗ для служб таксі. 2006 року Evos заснував Дмитро Дубровський. На той час в Evos було близько 20 працівників, Дмитро Дубровський був її генеральним директором, Вікторія Дубровська займалася фінансами, а Сергій Смусь відповідав за продажі. Розробкою продукту Uklon займався випускник Києво-Могилянської академії, 21-річний математик Віталій Дятленко. Уже у 2008 році Сергій та Віталій стали співвласниками Evos.
Початкові інвестиції в проєкт склали 10 тис. дол. За пів року було створено сайт із замовленням авто. За півроку був розроблений багатофункціональний вебпортал, де для онлайн-замовлення авто виділялася одна із вкладок. На цій сторінці можна було викликати таксі без «розмови з диспетчером». Uklon розпочав роботу 25 березня 2010 року. Відтоді сервіс виклику авто трансформувався з порталу з вкладкою виклику таксі у великий хмарний продукт. Станом на 2013 рік сервіс співпрацював із більш ніж 100 службами таксі, тоді через Uklon приходило 500—1000 викликів на добу. Уже у 2014 році агрегатор став самоокупним. Evos та Uklon розпочали працювати як дві окремі компанії з 2015 року.
Назва компанії є скороченням від «Ukraine online» — інтернет-порталу, який створений засновниками сервісу. У 2012-му був випущений перший додаток для Android, у 2013-му — для iOS. У 2016 році компанія впровадила оплату проїзду банківською карткою.
У 2017—2018 роках Uklon повністю переробив застосунок, систему рейтингу та боротьби із шахрайством, покращив карти, алгоритми подачі авто, ввів страхування пасажирів і водіїв, а також здійснив ребрендинг.
У 2019 році Uklon спільно зі страховою компанією ARX збільшили суму страхування пасажирів до 1 млн грн, попередньо послугу страхування запустили у 2017 році.
Uklon найняв компанію Dragon Capital у 2019-му для пошуку інвестора, гроші спрямовувалися б для виходу в деякі країни Африки. Через пандемію COVID-19 перша експансія так і не відбулася.
Восени 2021 року Uklon анонсував нові опції, які дбають про безпеку пасажирів і водіїв. З'явилися «Чорні списки» для райдерів і драйверів та «Контроль швидкості» для драйверів.
У травні 2022 року Uklon оголосив про запуск франшизи для глобальної експансії на нові ринки.

### Продаж компанії
2024 року Київстар подав заяву на придбання компаній «Тех Уклон», «Уклон Корпорейт», «Уклон Україна» та кіпрської UKLON LTD. 19 березня 2025 року «Київстар» придбав групу Uklon за $155,2 млн, отримавши 97 % акцій.

## Послуги та соціальні ініціативи
Uklon має два додатки: застосунок для пасажирів Rider App та застосунок для водіїв Driver App.
Продуктами компанії також є Map Services — картографічний сервіс з географічною прив'язкою об'єктів: дороги, адреси, об'єкти, а також затори; та CRM — система управління внутрішніми процесами.
Взимку 2022 року Uklon запустив рейси Ski Bus до Буковелю.
Uklon також має послугу «Драйвер», що дає змогу замовит водія, який сяде за кермо автомобіля клієнта і відвезе його за вказаною адресою. Компанія має послугу з перевезення посилки партнером «Доставка». Сервіс «Доставка» дозволяє передавати посилки вагою до 20 кг.
Влітку 2020 року додано клас авто «Дитячий» — автівки оснастили автокріслами й бустерами.
Запуск у вересні 2020 року функції Uklon Share дав змогу знаходити попутників і ділити оплату поїздки.

## Covid-19
У березні 2020 року Uklon запровадив безкоштовне перевезення медичних працівників і донорів під час карантину. Uklon із ДонорUA запустили проєкт «Таксі для донора»: донори крові отримали безкоштовні поїздки. У Києві сервіс забезпечив безкоштовним перевезенням людей, які тричі на тиждень мали проходити процедуру гемодіалізу.
Восени 2020 року Uklon запустив новий клас авто AntiCOVID із захисними перегородками.
З квітня до червня 2021 року на період повного локдауну Uklon із фундацією #вартожити надали можливість онкопацієнтам у Києві, Львові, Запоріжжі та Полтаві безкоштовно доїхати до медичного закладу та назад.
У серпні 2021 року компанія відкрила запис на вакцинацію проти COVID-19 для водіїв, що співпрацюють із сервісом.
Восени у 2021 році Uklon та МОЗ запустили спільну ініціативу, щоб заохотити українців пройти вакцинацію від COVID-19. Знижку -50 % на три поїздки будуть дарувати тим, хто щепився принаймні однією дозою вакцини.

## Війна в Україні
2014 року Uklon почав співпрацювати з БФ «Повернись живим».
У вересні 2016 року користувачі Uklon мали можливість проїхати разом із волонтерами та ветеранами на «Військовому таксі», яке невдовзі вирушило в зону АТО, гроші за поїздку були спрямовані на ремонт військової техніки.
2021 року до Дня захисників і захисниць України Uklon із БФ «Повернись живим» провели кампанію «14 днів для захисників». 14 жовтня сервіс організував день безкоштовної доставки для ветеранських бізнесів.
Від початку повномасштабного вторгнення 2022 року сервіс запустив проєкт «Волонтер», у рамках якого компанія безкоштовно возила паливо, їжу, питну воду та медикаменти для працівників критично важливої інфраструктури. У квітні 2022 року Uklon запустив опцію «Благодійний внесок» для підтримки проєкту #UklonВолонтер. За понад 300 днів існування проєкту було здійснено понад 40 тисяч волонтерських поїздок, на покриття яких компанія інвестувала 16 млн грн.
10 березня 2022 року Uklon запустив клас авто «Евакуація» для міжміських перевезень Україною.
Uklon збільшив щомісячний благодійний внесок у БФ «Повернись живим» зі 100 тис. грн до 300 тис. грн, з 2014 року сервіс вклав у БФ понад 1 млн грн.
6 березня 2022 року через ворожий постріл із міномета загинув Анатолій Бережний, співробітник Uklon. Він допомагав мирним мешканцям Ірпеня з евакуацією. Анатолію було 26 років. Він був частиною волонтерської групи, яка за два дні вивезла понад 400 людей.
До 31-ї річниці Незалежності України Uklon першими передали 1 000 000 гривень на комплекс PD-2, збір на який організували IT-спільнота DOU та Благодійний фонд «Повернись живим».

## Сталий розвиток
У грудні 2016 року разом з БФ «Таблеточки» запустили акцію. Усі кошти, отримані за поїздки клієнтів сервісу із хештегом «#наТаблеточки», перераховувалися онкохворим дітям.
Об'єднавшись у липні 2019 року, Uklon, фонд «Життєлюб» та мережа кав'ярень Brown Cup запустили акцію «Не валідол, а рок-н-рол», метою якої є боротьба з ейджизмом і упередженим ставленням до людей старшого віку.
У жовтні 2020 року Uklon надав автомобілі для соціальної ініціативи «Мобільні клініки», яка спрямована на допомогу дітям і вагітним жінкам із ВІЛ та СНІД.
У квітні 2021 року компанія створила лімітовану колекцію апсайклинг-сумок Rebord із вінілових банерів, щоб звернути увагу на проблему утилізації рекламних матеріалів.
У серпні 2021 року відбувся Uklon Night Run.
У червні 2022 року Uklon став членом Глобального договору ООН в Україні. Того ж місяця Національна поліція та Uklon оголосили про впровадження системи сповіщення для пошуку зниклих дітей. Сповіщення щодо розшуку дитини разом зі світлиною будуть поширюватися серед користувачів сервісу авто саме в тих зонах, де востаннє бачили дитину.
У жовтні 2022 року UAnimals та Uklon за підтримки пса Патрона провели спільну ініціативу «Врятуй кудлатих від війни» та зібрали 330 тисяч гривень для забезпечення 4 притулків генераторами та кормом на зимовий період.
У грудні 2022 року Uklon підписав антикорупційний Меморандум Глобального договору ООН.

## Рейтинги
- 2021 — № 13 серед «Топ-100 IT-роботодавців» від MC today[49].
- Серед 30 найкращих стартапів журналу Forbes[50].
- 2022 — HR-бренд від Kestria[51].
- 2022 року Uklon став переможцем у номінації «Співпраця бізнесу та благодійних фондів» у спецпроєкті про соціально-відповідальний бізнес «Відповідальна країна»[52].